# Gmina Lebane
Gmina Lebane (serb. Opština Lebane / Општина Лебане) – jednostka administracyjna w południowej Serbii, znajdująca się w okręgu jablanickim. Siedzibą gminy jest miasto Lebane.

## Demografia
Według danych z 2018 roku liczba ludności gminy wynosiła 19 730 osób.

## Gospodarka
Gmina Lebane opiera się głównie na rolnictwie oraz drobnej działalności przemysłowej. W regionie rozwija się sadownictwo, uprawa warzyw, a także przetwórstwo rolno-spożywcze.

## Kultura i turystyka
Jednym z najważniejszych zabytków gminy jest stanowisko archeologiczne Caričin Grad, będące pozostałością po starożytnym mieście Justiniana Prima, założonym przez cesarza Justyniana I.